# Haukadalur (dal i Island, Västfjordarna)
Haukadalur är en dal i republiken Island.   Den ligger i regionen Västfjordarna, i den västra delen av landet, 210 km norr om huvudstaden Reykjavík.